# (3297) Hong Kong
(3297) Hong Kong ist ein Asteroid des Hauptgürtels, der am 26. November 1978 am Purple-Mountain-Observatorium in Nanjing entdeckt wurde.
Benannt ist der Asteroid nach der chinesischen Stadt und ehemaligen britischen Kronkolonie Hongkong.